# Capreol
Capreol est une communauté dans la ville du Grand Sudbury en Ontario. Elle est située sur la rivière Vermilion (en) (à 35 minutes au nord du centre-ville). Capreol est la zone peuplée la plus septentrionale de la ville.
De 1918 à 2000, Capreol a existé en tant que municipalité indépendante. Le 1er janvier 2001, les villes de la municipalité régionale de Sudbury se sont fusionnées pour former la ville unique de Grand Sudbury.

## Anciens maires
- P. Kilgour - 1927-1928
- BM Robinson - 1931
- Willam Gibson - 1932-1935
- James E. Coyne - 1936-1943
- Willam Gibson - 1944-1946
- Alistair MacLean - 1947-1952
- William Gibson - 1953-1954
- Harold Prescott - 1955-1969
- Norman Fawcett - 1969-1973
- Harold Prescott - 1973-1975
- Frank Mazzuca - 1975-1997
- Dave Kilgour - 1997-2000

## Résidents notables
- Jean Robert Beaulé, homme politique
- Fred Boimistruck, joueur de hockey de la LNH
- Joffre Desilets, joueur de hockey de la LNH
- Norman Fawcett, homme politique
- Pete Horeck, joueur de hockey de la LNH
- Elie Martel, homme politique
- Rob MacDonald, artiste martial mixte
- Shelley Martel, femme politique
- Frank Mazzuca Sr., homme politique
- Mike Miron, joueur de crosse
- Doug Mohns, joueur de hockey de la LNH
- Allan Patterson, homme politique
- Donald Bartlett Reid, homme politique
- Barbara Tyson, actrice

## Images

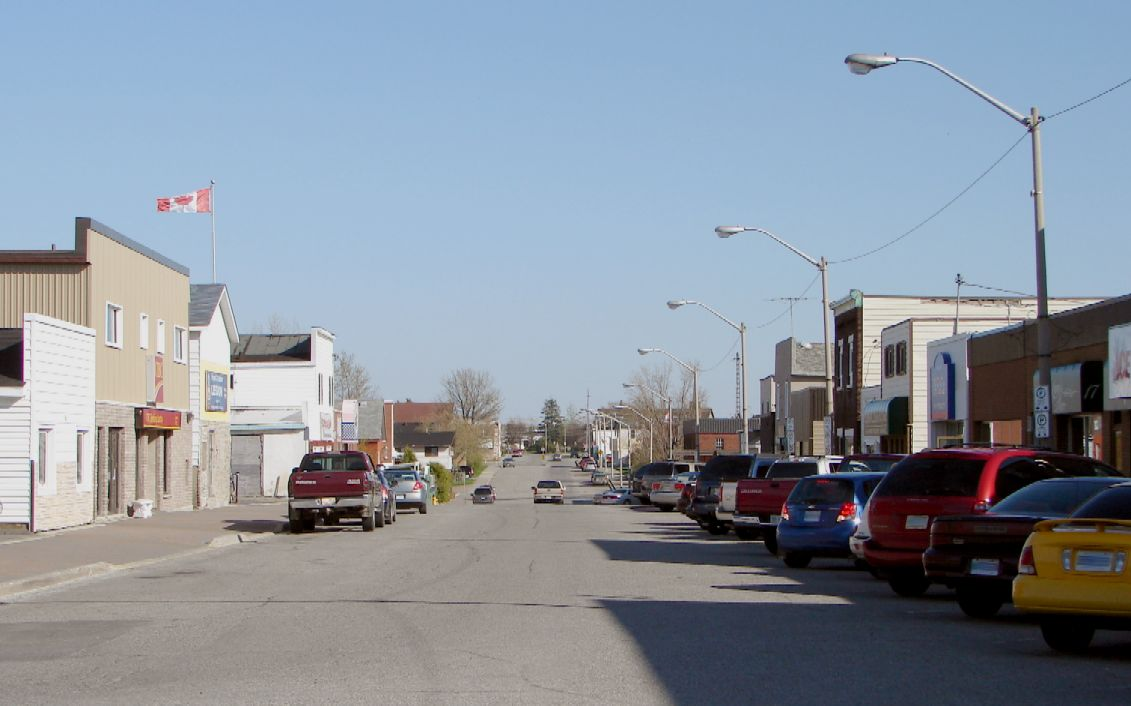
Young street
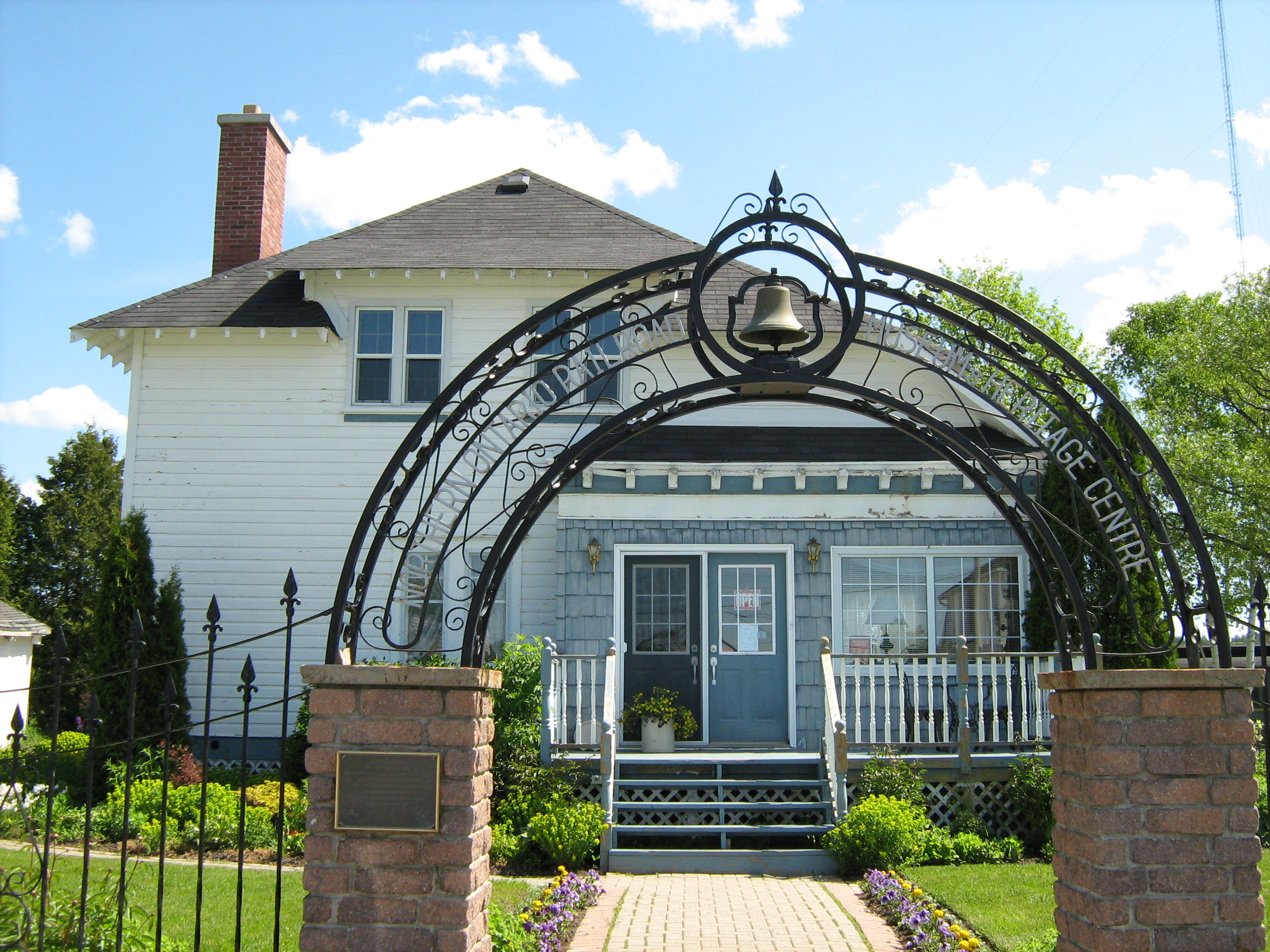
Musée du chemin de fer du Nord de l'Ontario
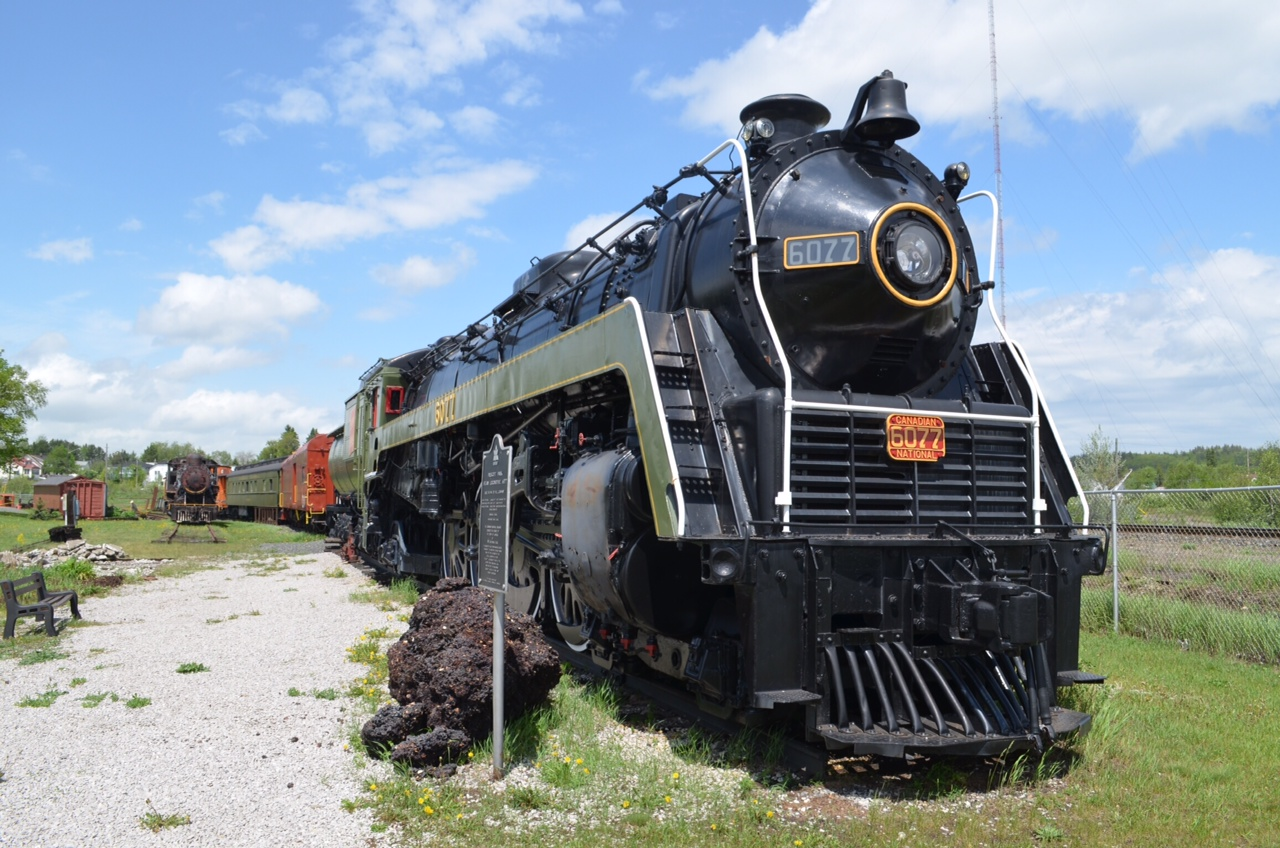
CN 6077 'Mountain Class' 4-8-2, conservé au Northern Ontario Railroad Museum and Heritage Park, Capreol.
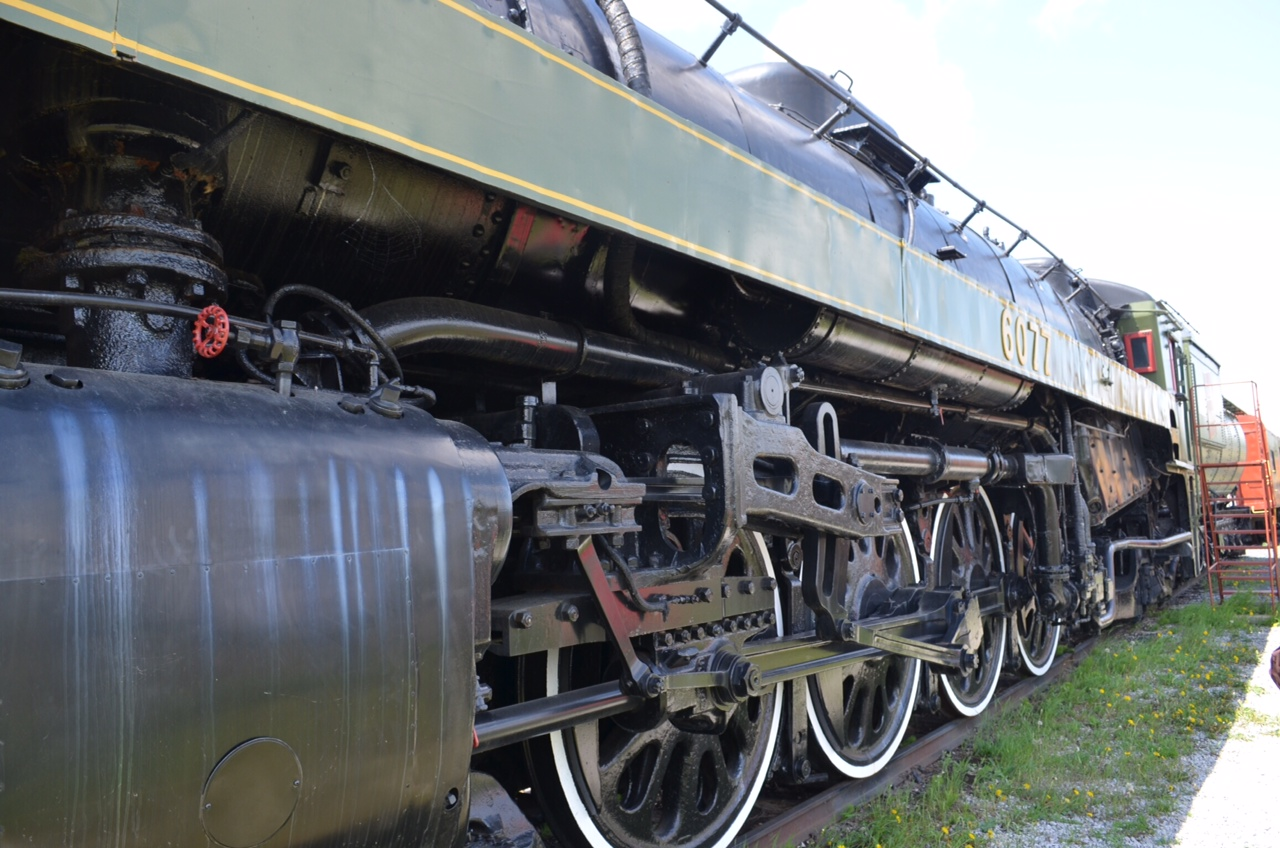
Motrice de la 'Mountain Class' 4-8-2 CN 6077.